# Северо-молуккский малайский язык
Северо-молуккский малайский язык (Ternate Malay) — креольский язык, на котором говорят на юге и западе групп островов Оби и Сула, на островах южного конца островов Тернате, Тидоре и Хальмахера провинции Северное Малуку в Индонезии. Местное название языка — Bahasa Pasar, а малайский острова Тернате также используется после основных этнических групп, говорящих на языке. С тех пор северо-молуккский малайский используется только для разговора в коммунах, и не существует стандартной орфографии.
Северо-молуккский более похож на манадо-малайский, чем на амбонский малайский языки.